# Leptodontium filescens
Leptodontium filescens là một loài Rêu trong họ Pottiaceae. Loài này được (Hampe) Mitt. mô tả khoa học đầu tiên năm 1869.